# Lutkemeerweg

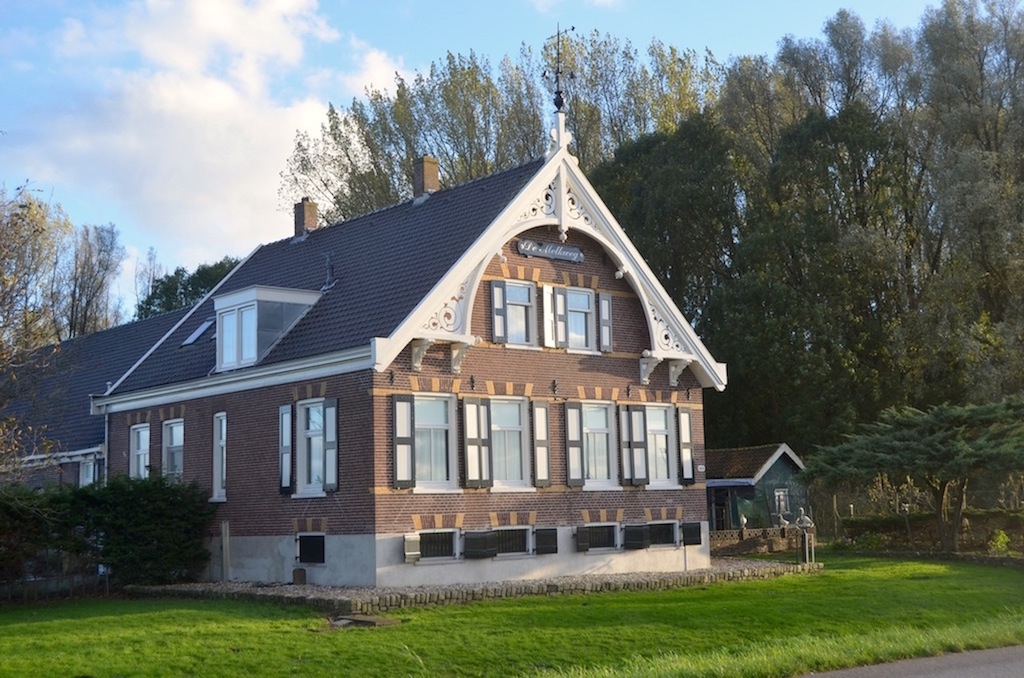
Boerderij de Melkweg (2013)

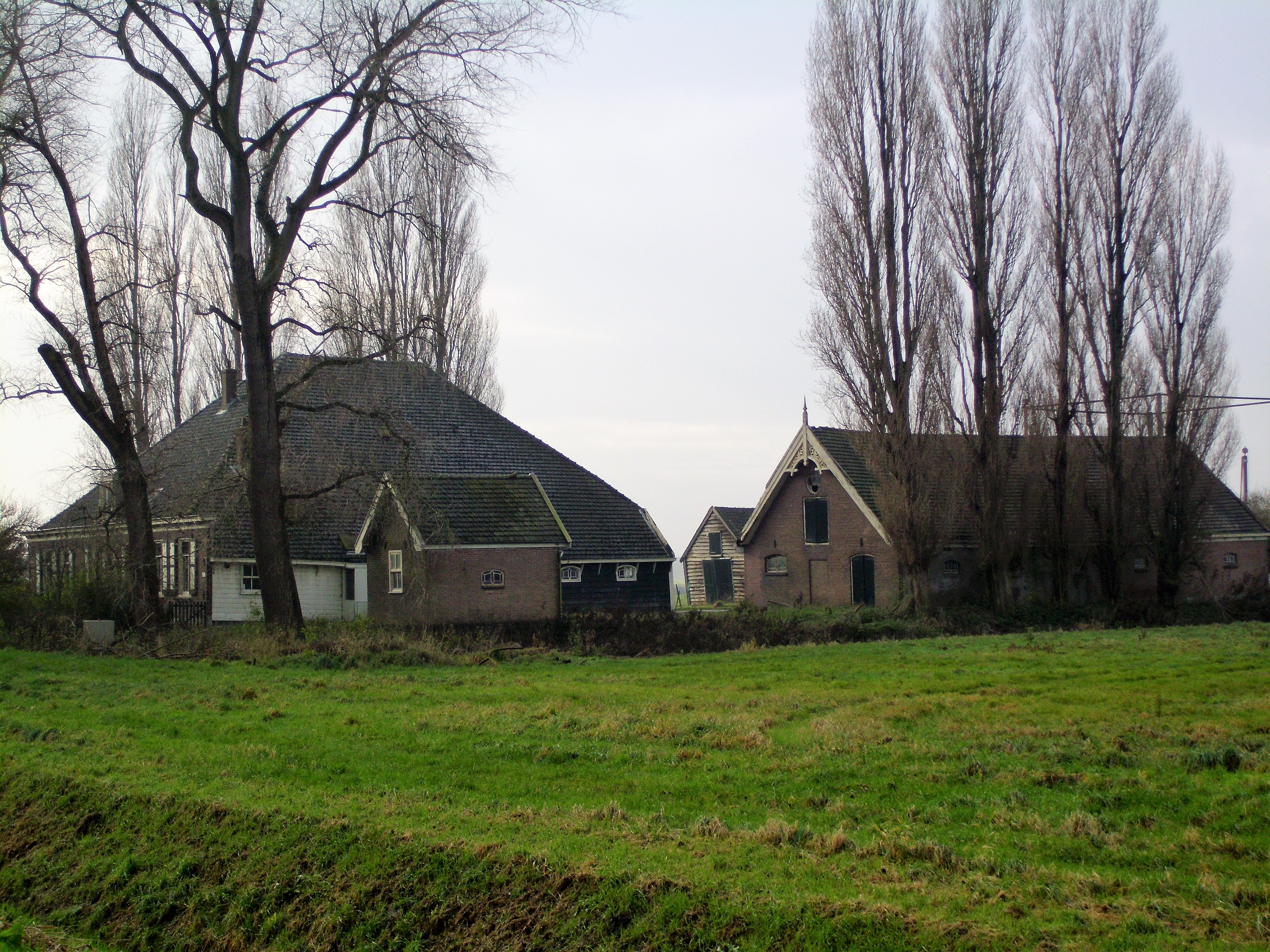
Boerderij Tijd is Geld (2017)

De Lutkemeerweg is een straat in Amsterdam Nieuw-West.

## Geschiedenis en ligging
De straat is vernoemd naar de Lutkemeerpolder waarin zij ligt, die op haar beurt vernoemd is naar het voormalige meertje Lutkemeer (Lutke betekent klein). De vernoeming vond waarschijnlijk al plaats in de tijd dat het gebied nog behoorde aan de gemeente Sloten, die in 1921 geannexeerd werd door de gemeente Amsterdam. Amsterdam legde het traject opnieuw vast per raadsbesluit op 7 mei 1929. Het gebied was lange tijd in gebruik als land/tuinbouw- en veeteeltgebied. In de 20e eeuw kwam er iets meer stadse reuring, maar ook in de 21e eeuw is het landelijk rustig.
De straat loopt van noord naar zuid en begint aan de Osdorperweg. Origineel liep de weg tot aan de Ringvaart van de Haarlemmermeer, alwaar een veer mensen kon overzetten naar het dorp Lijnden. Tot de drooglegging van de
Haarlemmermeer lag ten westen van de huidige weg het restant van Raasdorp.

## Bebouwing
Van oorsprong stonden hier alleen boerderijen, die gebouwd werden in de periode na 1865 toen het meertje drooggelegd werd. Op de kaart uit de Gemeente Atlas van Nederland van J. Kuyper 1865-1870 is te zien dat de polder net is ontstaan en dat de weg is ingetekend. In die weg was nog een knik te zien bij de Wijsentkade, de noordelijke oever van het oorspronkelijke meer en later kade aan de ringvaart van de polder. De knik is in de loop der tijden verdwenen. Van de oorspronkelijke vijf negentiende-eeuwse boerderijen zijn er nog drie over. Ook in de 21e eeuw is de huisnummering niet doorlopend; er zitten veel hiaten in.
In de late jaren zestig werd een groot deel van de oostelijke kant van de polder langs de Lutkemeerweg ingericht als de laatst aan te leggen begraafplaats van Amsterdam: Westgaarde (cremeren werd steeds meer gewild ten opzichte van begraven). Daarna kwam er wel wat bebouwing bij, maar op een klein stukje aan de zuidpunt met de Maroasstraat is er nog steeds sprake van grotendeels landelijk gebied. Veel nieuwe bebouwing zal er niet volgen, sinds het gebied in 2007 is ingedeeld bij de Tuinen van West.
Langs de Lutkemeerweg bevinden zich drie gemeentelijke monumenten:
- Lutkemeerweg 149; een van de oude boerderijen genaamd Boerderij de Melkweg
- Lutkemeerweg 180, een andere oude boerderijen genaamd Tijd is Geld, met bijgebouwtjes, die schuin aan de overkant ligt van bovenstaand pand
- Osdorperweg 635/Lutkemeerweg 2, een voormalige onderwijzerswoning behorende bij een schoolgebouw uit 1929, alles ontworpen door de Dienst der Publieke Werken in de verstrakte Amsterdamse Schoolstijl[1][2]

Tussen de Lutkemeerweg en Westgaarde kwam er in 2017 een brug voor voetgangers en fietsers in de vorm van brug 2127.

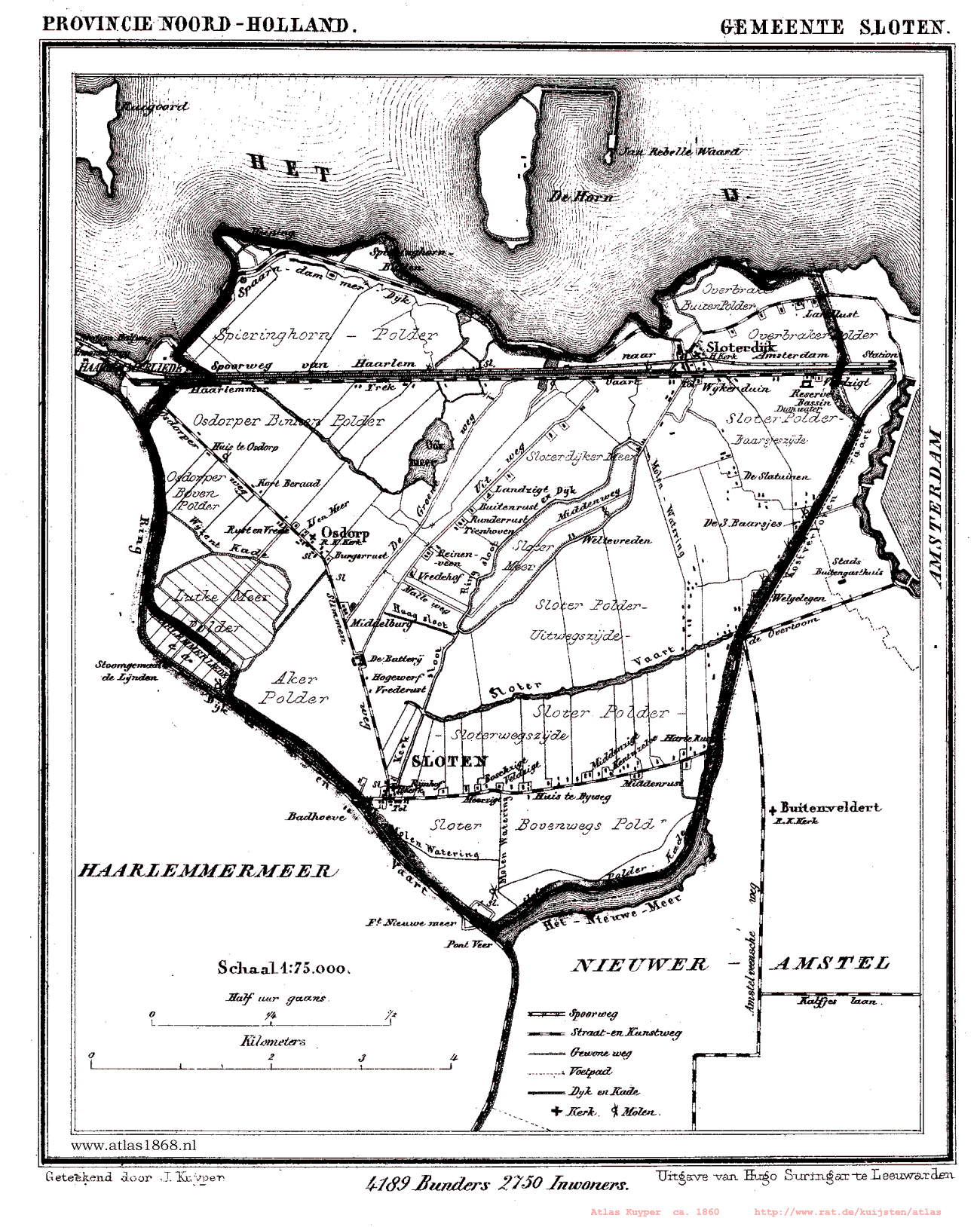
Lutkemeerweg in circa 1875 als een streep door het gearceerde gebied

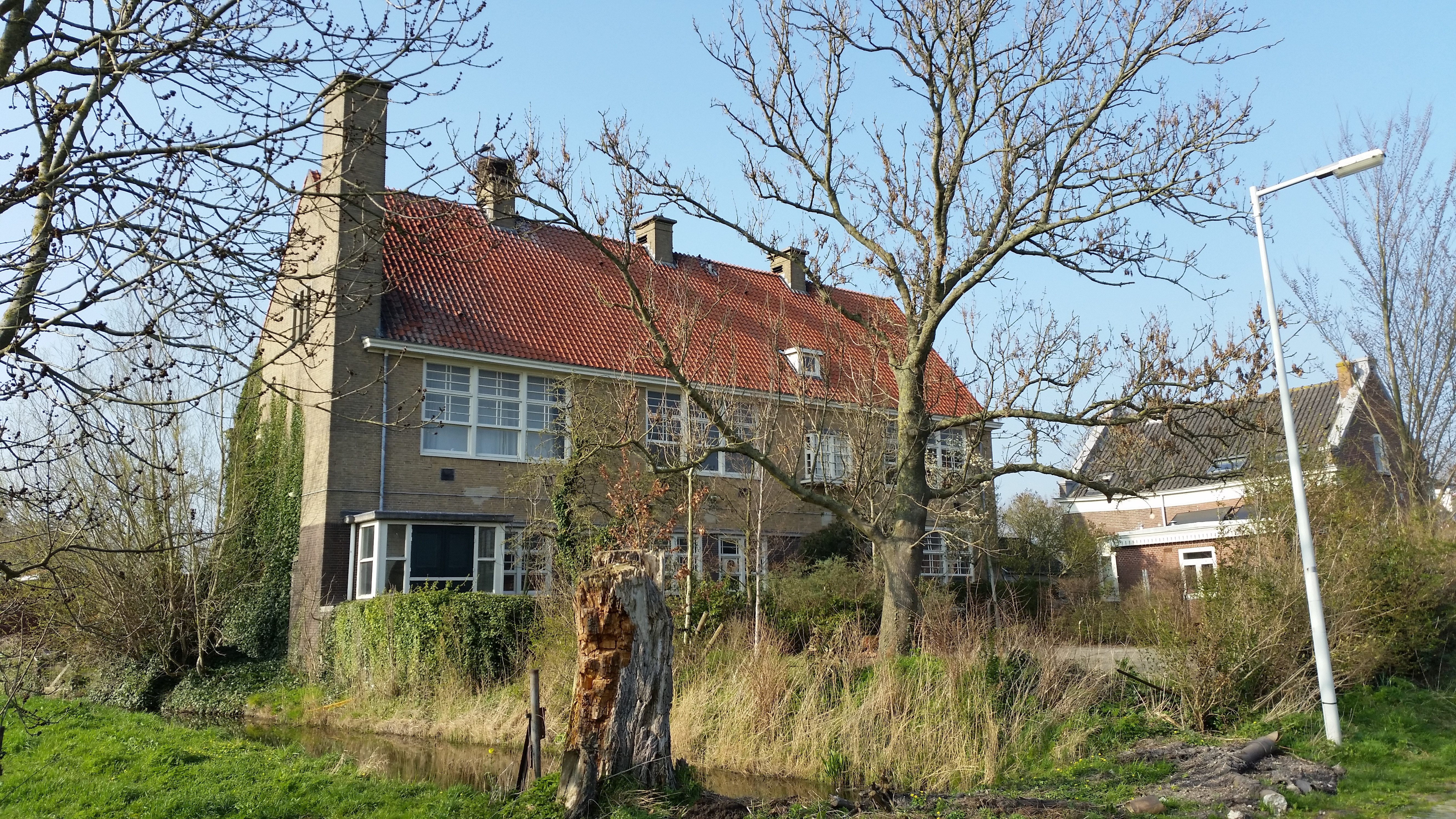
De voormalige school op 635 (maart 2019)